# North Plains
North Plains az Amerikai Egyesült Államok északnyugati részén, Oregon állam Washington megyéjében, a 26-os út mellett, a portlandi agglomeráció nyugati felén helyezkedik el. A 2010. évi népszámláláskor 1947 lakosa volt. A város területe 2,33 km², melynek 100%-a szárazföld.

## Történet
A területet 1910 szeptemberében vásárolta meg a Ruth Trust Company of Portland, miután James J. Hill meg akarta hosszabbítani a United Railways vasútvonalát.
A városon kívül található a Pumpkin Ridge Golf Club. 1993-ban itt nyerte meg David Duval a Nike Tour Championshipet, valamint 1997-ben és 2003-ban itt rendezték a U.S. Women's Opent. A Horning's Hideout adott otthont a 2004-es Faerieworlds Festivalnak.

## Éghajlat
A térség nyarai melegek (de nem forróak) és szárazak; a havi maximum átlaghőmérséklet 22 °C. A Köppen-skála alapján a város éghajlata meleg nyári mediterrán. A legcsapadékosabb a november–január, a legszárazabb pedig a július–augusztus közötti időszak. A legmelegebb hónap augusztus, a leghidegebb pedig január.
| Hónap                         | Jan.  | Feb.  | Már. | Ápr. | Máj. | Jún. | Júl. | Aug. | Szep. | Okt. | Nov. | Dec.  | Év    |
| ----------------------------- | ----- | ----- | ---- | ---- | ---- | ---- | ---- | ---- | ----- | ---- | ---- | ----- | ----- |
| Rekord max. hőmérséklet (°C)  | 17,2  | 21,1  | 25,6 | 32,2 | 37,8 | 38,9 | 42,2 | 41,1 | 39,4  | 33,3 | 25,6 | 17,8  | 42,2  |
| Átlagos max. hőmérséklet (°C) | 7,8   | 10,6  | 13,3 | 16,7 | 20,0 | 22,8 | 26,7 | 27,2 | 24,4  | 18,3 | 11,1 | 7,8   | 17,3  |
| Átlaghőmérséklet (°C)         | 4,8   | 6,7   | 8,6  | 11,2 | 13,9 | 16,7 | 19,8 | 19,7 | 16,9  | 7,2  | 7,0  | 5,0   | 11,5  |
| Átlagos min. hőmérséklet (°C) | 1,7   | 2,8   | 3,9  | 5,6  | 7,8  | 10,6 | 12,8 | 12,2 | 9,4   | 6,1  | 3,9  | 2,2   | 6,6   |
| Rekord min. hőmérséklet (°C)  | −23,3 | −22,8 | −7,8 | −3,9 | −3,9 | 1,1  | 3,3  | 2,8  | −1,7  | −6,1 | −3,3 | −18,9 | −23,3 |
| Átl. csapadékmennyiség (mm)   | 147   | 124   | 99   | 64   | 48   | 38   | 15   | 23   | 41    | 69   | 150  | 160   | 978   |
| Forrás: The Weather Channel   |       |       |      |      |      |      |      |      |       |      |      |       |       |

## Népesség

### 2010
A 2010-es népszámláláskor a városnak 1947 lakója, 706 háztartása és 511 családja volt. A népsűrűség 835,3 fő/km2. A lakóegységek száma 749, sűrűségük 321,3 db/km2. A lakosok 89%-a fehér, 0,4%-a afroamerikai, 1,2%-a indián, 1,8%-a ázsiai, 0,6%-a a Csendes-óceáni szigetekről származik, 3,1%-a egyéb, 3,7%-a pedig kettő vagy több etnikumú. A spanyol vagy latino származásúak aránya 11% (19,1% mexikói, 0,4% Puerto Ricó-i, 0,1% kubai, 3% egyéb spanyol vagy latino származású.)
A háztartások 40,8%-ában élt 18 évnél fiatalabb. 58,5% házas, 9,3% egyedülálló nő, 4,5% egyedülálló férfi, 27,6% pedig nem család. 21,8% egyedül élt; 9,21%-uk 65 éves vagy idősebb. Egy háztartásban átlagosan 2,75 személy élt; a családok átlagmérete 3,21 fő.
A medián életkor 36,5 év volt. A város lakóinak 27,5%-a 18 évesnél fiatalabb, 7,2% 18 és 24 év közötti, 28,6%-uk 25 és 44 év közötti, 27,3%-uk 45 és 64 év közötti, 9,2%-uk pedig 65 éves vagy idősebb. A lakosok 49,6%-a férfi, 50,4%-a pedig nő.

### 2000
A 2000-es népszámláláskor  a városnak 1605 lakója, 594 háztartása és 422 családja volt. A népsűrűség 794,5 fő/km2. A lakóegységek száma 633, sűrűségük 313,3 db/km2. A lakosok 90,78%-a fehér, 1,87%-a afroamerikai, 1,68%-a indián, 0,12%-a ázsiai, 0,12%-a a Csendes-óceáni szigetekről származik, 2,74%-a egyéb-, 2,68%-a pedig kettő vagy több etnikumú. A spanyol vagy latino származásúak aránya 18,9% (15,6% mexikói, 0,3% Puerto Ricó-i, 0,1% kubai, 3% pedig egyéb spanyol/latino származású.)
A háztartások 40,9%-ában élt 18 évnél fiatalabb. 58,8% házas, 8,8% egyedülálló nő; 28,8% pedig nem család. 25,6% egyedül élt; 12,1%-uk 65 éves vagy idősebb. Egy háztartásban átlagosan 2,7 személy élt; a családok átlagmérete 3,24 fő.
A város lakóinak 30%-a 18 évesnél fiatalabb, 5,6% 18 és 24 év közötti, 35%-uk 25 és 44 év közötti, 18,8%-uk 45 és 64 év közötti, 10,7%-uk pedig 65 éves vagy idősebb. A medián életkor 34 év volt. Minden 100 nőre 97,7 férfi jut; a 18 évnél idősebb nőknél ez az arány 92,3.
A háztartások medián bevétele 49 563 amerikai dollár, ez az érték családoknál $55 156. A férfiak medián keresete $42 237, míg a nőké $27 857. A város egy főre jutó bevétele (PCI) $18 794. A családok 4,8%-a, a teljes népesség 5,3%-a élt létminimum alatt; a 18 év alattiaknál ez a szám 3,8%, a 65 évnél idősebbeknél pedig 15,8%.

## Fordítás
Ez a szócikk részben vagy egészben  a   North Plains, Oregon című angol Wikipédia-szócikk ezen változatának fordításán alapul.  Az eredeti cikk szerkesztőit annak laptörténete sorolja fel. Ez a jelzés csupán a megfogalmazás eredetét és a szerzői jogokat jelzi, nem szolgál a cikkben szereplő információk forrásmegjelöléseként.